# Thunderheart (EP)
Thunderheart (englisch für ‚Halbblut‘) ist die erste EP des deutschen Synthiepop-Duos Wolfsheim.

## Entstehung und Artwork
Alle Stücke der Original-EP und späteren Neuauflagen wurden von den beiden Wolfsheim-Mitgliedern Peter Heppner und Markus Reinhardt verfasst. Zwei Stücke schrieben sie in Zusammenarbeit mit dem Schweizer Musiker und Produzenten Carlos Perón. Perón was darüber hinaus für das Mastering und die Produktion verantwortlich. Die Aufnahmen erfolgten im Perón/Kostka Studio in Grafschaft, unter der Leitung von Spliny.
Auf dem Frontcover der EP ist – neben Künstlernamen und Albumtitel – eine Comicdarstellung eines Herzens, in dem ein Narr schläft, zu sehen. Auf der Rückseite ist die Aufschrift „Alles ist wahr“ zu finden. Das Artwork stammt von 4=1 (Gesellschaft zur Entwicklung von Multimedia-Software mbH).

## Veröffentlichung und Promotion
Die Erstveröffentlichung von Thunderheart erfolgte am 9. Oktober 1992 in Deutschland. Noch im selben Jahr wurde das Album europaweit, unter anderem in Dänemark, veröffentlicht. Diese erschien als CD und Vinylplatte durch das Musiklabel Strange Ways Records. Der Vertrieb erfolgte durch die EFA Medien GmbH Tonträger Produktion. Die EP besteht aus drei Titeln und beinhaltet zwei neue Studioaufnahmen und eine Remixversion eines alten Stückes. Eine Singleauskopplung erfolgte nicht.
Am 4. November 2022, zum 30-jährigen Jubiläum von Thunderheart, erschien eine Neuauflage zum Download und Streaming. Hierbei handelt es sich um eine digitale Version der Original-EP aus dem Jahr 1992, die um einen Titel erweitert wurde. Als Erweiterung wurde der EP eine Remixversion von Über grüne Wiesen hinzugefügt, die hiermit erstmals veröffentlicht wurde. Das Stück Über grüne Wiesen ist auch erstmals Teil eines Wolfsheim-Tonträgers, zuvor erschien es lediglich als Samplerbeitrag auf Der Eisenberg Sampler – Vol. 4. Die Neuauflage verfügt über das gleiche Artwork wie das Original. Carlos Perón, der sich schon vor 30 Jahren für einen Großteil der Produktion verantwortlich zeigte, unterzog den Titeln ein Remastering. Veröffentlicht wurde diese EP-Variation durch das norwegische Musiklabel Sub Culture Records, der Vertrieb erfolgte durch Edition Eisenberg.

## Inhalt
Alle Liedtexte der Original-EP sind in englischer Sprache verfasst. Das Lied Über grüne Wiesen, von der „30th Anniversary Remastered Edition“, ist auf Deutsch. Sowohl die Musik, als auch die Texte, wurden in der Originalausgabe von den beiden Wolfsheim-Mitgliedern Peter Heppner und Markus Reinhardt geschrieben beziehungsweise komponiert. Das Lied Anybody’s Window entstand unter der Autorenbeteiligung von Carlos Perón. Musikalisch bewegen sich die Lieder im Bereich der elektronischen Popmusik, stilistisch im Dark Wave und des Synthiepops. Die Original-EP setzt sich aus drei Studioaufnahmen zusammen, die „30th Anniversary Remastered Edition“ aus vier. Bei den Titeln A Look into Your Heart und Youth & Greed handelt es sich um Neukompositionen, die auch später auf keinem Studioalbum veröffentlicht wurden. Bei Anybody’s Window handelt es sich um eine Remixversion, des bereits auf dem vorangegangenen Studioalbum No Happy View veröffentlichten Originals. Der Remix wurde vom Produzenten-Trio Nine-O-Nine (José Alvarez-Brill, Gento Navaho und Carlos Perón) getätigt.
Über grüne Wiesen ist eine deutschsprachige Adaption von Enyas Boadicea, die auch als Koautorin aufgeführt wird. Das Stück entstand schon 1990 in Zusammenarbeit mit Carlos Perón, wurde aber seinerzeit nicht veröffentlicht. Durch die späteren Konflikte zwischen den beiden Wolfsheim-Mitgliedern wurde der Titel zunächst nach der Auflösung des Duos weiterhin unter Verschluss gehalten. 2014 wurde das Stück erstmals auf dem Sampler Der Eisenberg Sampler – Vol. 4 offiziell veröffentlicht. Der deutsche Text sowie die Produktion des Originals entstammt der Zusammenarbeit von Heppner und Perón. Auf der Jubiläumsedition von Thunderheart ist eine von Peron produzierte Remixversion des Liedes enthalten. Es ist nach Ruby, Don’t Take Your Love to Town (55578) und Intro (Hamburg Rom Wolfsheim) erst das dritte Mal, dass es eine Coverversion auf ein Album von Wolfsheim geschafft hat.
| # | Titel                                      | Autor(en)                                     | Produzent(en) | Länge |
| - | ------------------------------------------ | --------------------------------------------- | ------------- | ----- |
| 1 | A Look into Your Heart                     | Peter Heppner, Markus Reinhardt               | Carlos Perón  | 3:43  |
| 2 | Anybody’s Window (Remix 909 Nr. 2)         | Peter Heppner, Carlos Perón, Markus Reinhardt | Carlos Perón  | 4:31  |
| 3 | Youth & Greed                              | Peter Heppner, Markus Reinhardt               | Carlos Perón  | 4:15  |
|   | 30th Anniversary Remastered Edition        |                                               |               |       |
| 4 | Über grüne Wiesen (2022 De Winter Version) | Enya, Peter Heppner, Carlos Perón             | Carlos Perón  | 3:26  |

## Mitwirkende
| Albumproduktion - José Alvarez-Brill: Remix (Lied 2) - Peter Heppner: Gesang (Lieder: 1–4), Komponist (Lieder: 1–3), Liedtexter (Lieder: 1–4) - Gento Navaho: Remix (Lied 2) - Eithne Ní Bhraonáin (Enya): Komponist (Lied 4) - Markus Reinhardt: Keyboard (Lieder: 1–4), Komponist (Lieder: 1–3), Liedtexter (Lieder: 1–3) - Carlos Perón: Komponist (Lied 2), Liedtexter (Lieder: 2, 4), Mastering (Lieder: 1–4), Musikproduzent (Lieder: 1–4), Remix (Lied 2) - Spliny: Tonmeister (Lieder: 1–3) | Unternehmen - 4=1: Artwork (Cover) - EFA Medien GmbH Tonträger Produktion: Vertrieb - Perón/Kostka Studio: Tonstudio - Strange Ways Records: Musiklabel |

## Rezeption
Bis heute konnte sich die EP in keinen offiziellen Charts platzieren und genaue Verkaufszahlen sind ebenfalls nicht bekannt.